# Сирійський експрес
Сирійський експрес — неофіційна назва для регулярних походів російських десантних кораблів до Сирії через Чорне та Середземне море. Метою цих походів є постачання озброєнь і боєприпасів для російського контингенту в Сирії та Збройних сил Сирії. Згідно офіційних даних, кораблі перевозять «спеціальний вантаж». Вибір саме десантних кораблів базується на неможливості затримати і перевірити їх третіми країнами. З 2015 року ВМФ додатково почав використовувати для доставки вантажів придбані у Туреччини та України суховантажі: Alican Deval, перейменований в «Двініца-50», та інші.

## Історія
На початку 2011 року в Сирії спалахнули масові заворушення, поступово переросли у повстання, в ході якого проти центрального уряду об'єдналися різнорідні сили — дезертири з сирійської армії, ісламісти різного ступеня радикальності. Спроби мирного врегулювання не принесли значних результатів, і вже до 2012 року в країні де-факто велася громадянська війна, в ході якої сирійська військова інфраструктура понесла значущі втрати — в руки антиурядових сил потрапили арсенали озброєння і цілі військові бази.

### Затримання судна Chariot
11 січня 2012 судно Chariot під прапором держави Сент-Вінсент і Гренадини, яке належить компанії Westberg Ltd., було доглянуто в кіпрському порту Лімасол на шляху з Санкт-Петербурга в сирійський порт Латакія. Повідомлялося, що на борту «Chariot» перебували патрони. Незважаючи на введене Євросоюзом ембарго на поставки зброї до Сирії, влада Кіпру дозволили «Chariot» продовжити шлях з умовою, що судно змінить маршрут. Вони очікували, що Chariot попрямує в Туреччину. Проте потім влада Туреччини оголосили, що судно прибуло в сирійський порт Тартус, де розташована російська військово-морська база і при цьому з нього були зняті прилади, що поширюють сигнали про місцезнаходження судна. З цього приводу влада США звернулися до влади Росії з проханням роз'яснити характер перевезеного вантажу.

### Збільшення присутності росії в Сирії
На основі відкритих даних можливо стверджувати, що в 2014 році розпочалось стрімке зростання обсягів російського військового транспорту в порт Тартус. В 2013 році зафіксовано 30 рейсів, понад 45 в 2014. Станом на вересень 2015 рік вже був досягнутий рівень походів 2014 року.
Окрім великих десантних кораблів Чорноморського флоту (5 кораблів), в перекиданні вантажів брали участь кораблі Балтійського (4 кораблі), Північного (3 кораблі) та навіть Тихоокеанського (2 кораблі) флотів.
Частіше за інших із Босфору в напрямі Середземного моря ходив ВДК «Калінінград» — 10 разів лише в 2014 році, ВДК «Новочеркаськ» (9 разів в 2014 році, 8 — в 2015). Технічна обслуга в Тартусі покладена на дві плавмайстерні Чорноморського флоту — ПМ-56 і ПМ-138, які міняють одна одну що 6 місяців.
За неповні три роки, з 2013 по 2015, завдяки відкритим даним Bosphorus Naval News, можна стверджувати про понад 100 проходів російських ВДК до Сирії.
Через велике навантаження на великі десантні кораблі, в жовтні 2015 року ВМФ Росії вдався до використання придбаних в Туреччині цивільних суховозів під прапорами російського допоміжного флоту в складі 205-го загону допоміжних суден Чорноморського флоту РФ. Першим рейс з доставки військових вантажів здійснив корабель «Двіниця-50» (рос. Двиница-50), колишній англ. Alican Deval. А станом на листопад 2015 року для потреб перевезень «сирійським експресом» було придбано до 10 суховантажів.
В 2016 році за організацію «Сирійського експресу» заступник міністра оборони росії Дмитро Булгаков отримав нагороду «Герой росії».

### Реверс та згортання
З початком повномасштабної фази російсько-української війни згідно умов конвенції Монтре російські військові кораблі втратили можливість проходити у Чорне море через Босфор. На додачу, в травні 2022 року Сполучені Штати наклали санкції на низку суден та відповідальне за «експрес» підприємство «Оборонлогистика».
Через значні втрати росії довелось перекидати техніку із Сирії у зворотньому напрямку, до росії. Так, щонайпізніше вже у серпні 2022 року судно Sparta II доправило ЗРК С-300 до Новоросійська.
Внаслідок битви за Чорне море, за даними CSIS, з лютого 2022 до лютого 2024 року Росія втратила близько 40 % сумарної водотоннажності військових кораблів, що знаходились на Чорному морі. Приблизно з березня 2024 року залучені до «Сирійського експресу» російські транспортні кораблі припиняють заходити у Чорне море, й прямують до Росії через Балтійське море (що збільшує плече підвозу у 3,6 крат: з 2500 км до 9000 км). Комерційні кораблі, що прямують до Новоросійська, йдуть Чорним морем з вимкненими датчиками АІС.
Після падіння режиму Асада в Сирії в грудні 2024 року існування російських військових баз опиняється під питанням.

## Походження терміна
У блогах нерідко вказується на схожість з Токійським експресом контр-адмірала Танаки на Гуадалканалі, що використав спочатку непристосовані для перевезення військових вантажів кораблі — ескадрені міноносці. З їх допомогою японцям вдалося створити в 1942 році паритет сил з силами союзників.
Перша згадка терміна «сирійський експрес» зустрічається в 2012 році. Така назва була дана самими моряками. Поступово термін поширився в ЗМІ та блогах, нерідко позначаючи поставки зброї в цілому. «Експрес» у словосполученні означає «швидкісний поїзд», що пов'язано з високою частотою рейсів і стислими термінами походів.
Офіційна позиція
Згідно з офіційною позицією представників «Рособоронекспорту», постачання в Сирію не порушують жодну з міжнародних санкцій.

## Сценарій походу
Великі десантні кораблі приходять з місць свого базування (на початок 2014 року в походах брали участь десантні кораблі Північного, Чорноморського і Балтійського флотів) в Новоросійську військово-морську базу, де завантажуються вантажем, після чого йдуть через Чорноморські протоки, Егейське і Середземне море до берегів Сирії, після чого розвантажуються на російському пункті постачання в Тартусі. Ряд кораблів прибули в Чорне море, здійснивши по ходу навчання разом з супроводжуючими їх кораблями ВМФ РФ — так, «Ямал» і «Георгій Побєдоносець» здійснили в 2013 році спільні навчання спільно з крейсером «Петро Великий» в районі Кіпру.

## Десантні кораблі, що беруть участь в операції

### Чорноморський флот
- «Азов»
- «Ямал»
- «Микола Фільченков»
- «Новочеркаськ» (знищений 26 грудня 2023 року ракетним ударом ЗСУ у тимчасово окупованій Феодосії[12][13]).
- «Саратов» (знищений 21 березня 2022 року ракетним ударом ЗСУ у тимчасово окупованому Бердянську)[14]).

### Придбані ВМФ і зараховані в список допоміжних суден Чорноморського флоту
Зокрема:
- «Двініця-50» — колишній турецький суховантажний корабель Alican Deval (збудований у 1985 році, водотоннажність 7509 тонн, вантажність 4638 тонн).
- «Вологда-50» — колишній турецький суховантажний корабель Dadali (збудований у 1985 році, водотоннажність 7250 тонн, вантажність 4218 тонн).
- «Казань-60» — колишній український суховантаж-рефрижератор «Георгій Агафонов» (збудований у 1987 році, водотоннажність 2099 тонн, вантажність — 1774 тонн). За непідтвердженими даними Українське Дунайське Пароплавство продало судно до Туреччини на брухт, але воно почало ходити під монгольським прапором, та оперативно викуплено росіянами для ЧФ РФ[16].
- «Кизил-60» — колишній турецький суховантаж Smyrna (збудований у 1996 році, водотоннажність 4509 тонн, вантажність 3796 тонн — вантажився 18 жовтня біля причалів Новоросійської військово-морської бази).

Та інші. Судна зараховані до складу 205-го загону допоміжних суден Чорноморського флоту РФ.
Судна були придбані вживаними, після тривалого використання попередніми власниками та перебували у незадовільному технічному стані. Так, у 2016 році на «Вологда-50» через вихід з ладу роульса під час швартування якірним ланцюгом було вбито матроса. У відкритих джерелах присутні згадки про інші інциденти з суднами «експресу», спричинену цим швидку плинність кадрів.

### Балтійський флот
- «Олександр Шабалін»
- «Калінінград»
- «Корольов»
- «Мінськ»

### Північний флот
- «Георгій Побідоносець»
- «Олександр Отраківський»

### Цивільні судна
Пором-ролкер «Олександр Ткаченко» (в 2015 році, в звичайному режимі використовується на переправі в Крим)
Суховантаж Sparta III (перейменовано на Ursa Major) роками перевозило вантажі для російського контингенту в Сирії. Затонуло вдень 23 грудня 2024 року у міжнародних водах в західній частині Середземного моря, між іспанським містом Агілас і алжирським містом Оран. Згідно офіційної документації судно прямувало до Владивостоку, мало на борту два мобільні портові крани Liebherr 420 та два 45-тонних люки для реакторів нового російського атомного криголама проєкту 10510.
Суховантаж "Спарта".